# Antonio Bernardi (calciatore)
Antonio Bernardi (Roma, 11 ottobre 1976) è un ex calciatore italiano, di ruolo attaccante.

## Carriera
Muove i primi passi nella BCCR Casilina, squadra della periferia sudest romana, per poi passare alle giovanili dell'Ostia Mare ed esordire in prima squadra nel Campionato Nazionale Dilettanti.
Viene notato ed ingaggiato dal Brescia, squadra dove Bernardi ha giocato sia a livello di Primavera che quattro partite in Serie A. Sempre con i lombardi ha giocato anche in Serie B.
Il resto della sua carriera si sviluppa tra Serie C1, Serie C2 e campionati dilettantistici.
Negli ultimi anni ha allenato le giovanili della sua squadra di origine, la BCCR Casilina, rifondata con il nome di Vis Casilina.

## Palmarès

### Club

#### Competizioni nazionali
- Campionato italiano di Serie C1: 1

Cittadella: 1999-2000

#### Competizioni regionali
- Eccellenza: 1

Lupa Frascati: 2006-2007